# Velika nagrada Monze 1932
Velika nagrada Monze 1932 je bila petindvajseta neprvenstvena dirka v sezoni Velikih nagrad 1932. Odvijala se je 11. septembra 1932 na italijanskem dirkališču Autodromo Nazionale Monza, na isti dan kot dirka za Veliko nagrado Antibesa. Iz treh voženj po deset krogov in repasaža po pet krogov se je sedemnajst dirkačev uvrstilo v finale, kjer so dirkači vozili dvajset krogov.

## Rezultati

### Finale
| Poz | Št | Dirkač              | Moštvo                     | Dirkalnik         | Krogi | Čas/Odstop | Št. m. |
| --- | -- | ------------------- | -------------------------- | ----------------- | ----- | ---------- | ------ |
| 1   | 6  | Rudolf Caracciola   | Alfa Corse                 | Alfa Romeo P3     | 20    | 1:07:15.4  | 1      |
| 2   | 20 | Luigi Fagioli       | Officine A. Maserati       | Maserati V5       | 20    | 1:08:54.2  | 5      |
| 3   | 40 | Tazio Nuvolari*     | Alfa Corse                 | Alfa Romeo P3     | 20    | 1:09:09.4  | 2      |
| 4   | 42 | Baconin Borzacchini | Alfa Corse                 | Alfa Romeo P3     | 20    | 1:09:23.8  | 3      |
| 5   | 8  | Achille Varzi       | Automobiles Ettore Bugatti | Bugatti T54       | 20    | 1:10:05.8  | 7      |
| 6   | 26 | Louis Chiron        | Automobiles Ettore Bugatti | Bugatti T54       | 20    | 1:11:18.4  | 11     |
| 7   | 4  | Antonio Brivio      | Scuderia Ferrari           | Alfa Romeo Monza  | 20    | 1:11:31.8  | 13     |
| 8   | 22 | Piero Taruffi       | Scuderia Ferrari           | Alfa Romeo Monza  | 20    | 1:11:51.2  | 10     |
| 9   | 38 | Amedeo Ruggeri      | Officine A. Maserati       | Maserati 26M      | 20    | 1:13:31.6  | 6      |
| 10  | 2  | Giovanni Minozzi    | Officine A. Maserati       | Maserati 26M      | 20    | 1:14:22.4  | 4      |
| 11  | 32 | Pierre Felix        | Privatnik                  | Alfa Romeo Monza  | 19    | +1 krog    | 15     |
| Ods | 18 | Marcel Lehoux       | Privatnik                  | Bugatti T51       | 13    |            | 8      |
| Ods | 46 | Jean de Maleplane   | Privatnik                  | Maserati 26M      | 4     |            | 16     |
| Ods | 42 | Clemente Biondetti  | Privatnik                  | MB Maserati       | 1     |            | 12     |
| DNS | 24 | Tazio Nuvolari*     | Alfa Corse                 | Alfa Romeo P3     |       |            | 9      |
| DNS | 28 | Albert Broschek     | Privatnik                  | Mercedes-Benz SSK |       |            | 14     |

- * - Nuvolari je štartal je štartal v dirkalniku Giuseppeja Camparija št. 40.
- Najboljši štartni položaj: Rudolf Caracciola
- Najhitrejši krog: Tazio Nuvolari 3:17.4

### Pred-dirke
Odebeljeni dirkači so se uvrstili v finale.

#### Pred-dirka 1
| Poz | Št | Dirkač            | Moštvo                     | Dirkalnik        | Krogi | Čas/Odstop | Št. m. |
| --- | -- | ----------------- | -------------------------- | ---------------- | ----- | ---------- | ------ |
| 1   | 6  | Rudolf Caracciola | Alfa Corse                 | Alfa Romeo P3    | 10    | 33:24.2    | 3      |
| 2   | 2  | Giovanni Minozzi  | Officine A. Maserati       | Maserati 26M     | 10    | 35:01.8    | 1      |
| 3   | 8  | Achille Varzi     | Automobiles Ettore Bugatti | Bugatti T54      | 10    | 35:35.4    | 4      |
| 4   | 18 | Marcel Lehoux     | Privatnik                  | Bugatti T51      | 10    | 36:07.2    | 9      |
| 5   | 4  | Antonio Brivio    | Scuderia Ferrari           | Alfa Romeo Monza | 10    | 36:31.2    | 2      |
| 6   | 10 | Earl Howe         | Privatnik                  | Delage 15S8      | 10    | 37:12.0    | 5      |
| Ods | 12 | Giorgio Pelassa   | Privatnik                  | Maserati 26M     |       |            | 6      |
| Ods | 14 | Carlo Pedrazzini  | Privatnik                  | Maserati 26B     |       |            | 7      |
| Ods | 16 | Guy Bouriat       | Privatnik                  | Bugatti T51      |       |            | 8      |

- Najboljši štartni položaj: Giovanni Minozzi (žreb)
- Najhitrejši krog: Rudolf Caracciola 3:18.8

#### Pred-dirka 2
| Poz | Št | Dirkač          | Moštvo                     | Dirkalnik         | Krogi | Čas/Odstop | Št. m. |
| --- | -- | --------------- | -------------------------- | ----------------- | ----- | ---------- | ------ |
| 1   | 20 | Luigi Fagioli   | Officine A. Maserati       | Maserati V5       | 10    | 35:03.8    | 1      |
| 2   | 24 | Tazio Nuvolari  | Alfa Corse                 | Alfa Romeo P3     | 10    | 36:10.6    | 3      |
| 3   | 22 | Piero Taruffi   | Scuderia Ferrari           | Alfa Romeo Monza  | 10    | 36:56.4    | 2      |
| 4   | 26 | Louis Chiron    | Automobiles Ettore Bugatti | Bugatti T54       | 10    | 40:23.8    | 4      |
| 5   | 32 | Pierre Felix    | Privatnik                  | Alfa Romeo Monza  | 10    | 40:29.8    | 7      |
| 6   | 28 | Albert Broschek | Privatnik                  | Mercedes-Benz SSK | 10    | 40:34.6    | 5      |
| 7   | 34 | »Bernasconi«    | Privatnik                  | Bugatti T35B      | 10    | 41:25.8    | 8      |
| Ods | 36 | Mario Moradei   | Privatnik                  | Talbot 700        | 6     |            | 9      |
| DNS | 30 | Giuseppe Savi   | Privatnik                  | Maserati 26B      |       |            | 6      |

- Najboljši štartni položaj: Luigi Fagioli (žreb)
- Najhitrejši krog: Tazio Nuvolari 3:17.4

#### Pred-dirka 3
| Poz | Št | Dirkač              | Moštvo               | Dirkalnik        | Krogi | Čas/Odstop | Št. m. |
| --- | -- | ------------------- | -------------------- | ---------------- | ----- | ---------- | ------ |
| 1   | 40 | Giuseppe Campari    | Alfa Corse           | Alfa Romeo P3    | 10    | 33:31.2    | 2      |
| 2   | 42 | Baconin Borzacchini | Alfa Corse           | Alfa Romeo P3    | 10    | 34:25.4    | 3      |
| 3   | 38 | Amedeo Ruggeri      | Officine A. Maserati | Maserati 26M     | 10    | 35:26.4    | 1      |
| 4   | 42 | Clemente Biondetti  | Privatnik            | MB Maserati      | 10    | 40:24.8    | 9      |
| 5   | 46 | Jean de Maleplane   | Privatnik            | Maserati 26M     | 10    | 40:33.4    | 5      |
| Ods | 44 | Leon Duray          | Privatnik            | Miller 91        | 5     |            | 4      |
| Ods | 50 | Carlo Gazzabini     | Privatnik            | Alfa Romeo Monza | 3     |            | 7      |
| DNS | 48 | Miguel Fronteras    | Privatnik            | Maserati 26      |       |            | 6      |
| DNS | 52 | Emilio Romano       | Privatnik            | Bugatti T35B     |       |            | 8      |

- Najboljši štartni položaj: Amedeo Ruggeri (žreb
- Najhitrejši krog: Giuseppe Campari 3:17.8

#### Repasaž
| Poz | Št | Dirkač            | Moštvo           | Dirkalnik         | Krogi | Čas/Odstop | Št. m. |
| --- | -- | ----------------- | ---------------- | ----------------- | ----- | ---------- | ------ |
| 1   | 4  | Antonio Brivio    | Scuderia Ferrari | Alfa Romeo Monza  | 5     | 18:30.4    | 1      |
| 2   | 28 | Albert Broschek   | Privatnik        | Mercedes-Benz SSK | 5     | 18:41.4    | 5      |
| 3   | 32 | Pierre Felix      | Privatnik        | Alfa Romeo Monza  | 5     | 20:17.8    | 4      |
| 4   | 46 | Jean de Maleplane | Privatnik        | Maserati 26M      | 5     | 20:41.6    | 4      |
| 5   | 34 | »Bernasconi«      | Privatnik        | Bugatti T35B      | 5     | 22:31.4    | 6      |
| 6   | 36 | Mario Moradei     | Privatnik        | Talbot 700        | 5     | 22:33.8    | 7      |
| Ods | 10 | Earl Howe         | Privatnik        | Delage 15S8       |       | Trčenje    | 2      |

- Najboljši štartni položaj: Antonio Brivio (žreb)
- Najhitrejši krog: Antonio Brivio 3:35.8